# Drugi saziv Hrvatskog sabora
Drugi saziv Hrvatskog sabora, odnosno prema tadašnjim ustavnim odredbama saziv Zastupničkog doma Sabora Republike Hrvatske konstituiran je 1992., a raspušten 20. rujna 1995. godine.Tu je uvjerljivo pobijedio HDZ.

## Predsjednik, potpredsjednici, tajnik
Dužnost predsjednika Zastupničkog doma obnašali su Stjepan Mesić (HDZ) (7. rujna 1992. – 24. svibnja 1994.) i Nedjeljko Mihanović (HDZ) (24. svibnja 1994. – 28. studenog 1995.).

## Zastupnici Zastupničkog doma
| - Nedjeljko Mihanović, - Goran Granić, - Žarko Domljan, - Vladimir Šeks - Milan Đukić, - Ljubomir Antić, - Mato Arlović, - Luka Bebić, - Vladimir Bebić, - Ivan Bedeničić, - Barbara Bešenić, - Borislav Bešlić, - Snježana Biga-Friganović, - Srećko Bijelić, - Vicencije Biuk, - Petar Bosnić, - Dalibor Brozović, - Dražen Budiša, - Nikola Bulat, - Željko Bušić, - Boris Buzančić, - Juraj Buzolić, - Slavko Canjuga, - Vladimir Cvitanović, - Savka Dabčević-Kučar, - Dino Debeljuh, - Slavko Degoricija, - Tomislav Pavao Duka, - Anto Đapić, - Šime Đodan, - Jakob Eltz Vukovarski, - Ferenc Farago, - Goranko Fižulić, - Katarina Fuček, - Anđelko Gabrić, | - Krešimir Glavina, - Marino Golob, - Vladimir Gotovac, - Franjo Gregurić, - Ivan Herak, - Stjepan Herceg, - Vilim Herman, - Dragan Hinić, - Želimir Hitrec, - Ivan Hodalić, - Ivan Hranjec, - Ivan Jakovčić, - Bolta Jalšovec, - Tomo Jelić, - Rade Jovičić, - Marijan Jurić, - Perica Jurić, - Zvonimir Jurić, - Živko Juzbašić, - Boris Kandare, - Ante Karić, - Martin Katičić, - Miroslav Kiš, - Ante Klarić, - Ivan Kolak, - Milan Kovač, - Anton Kovačev, - Božo Kovačević, - Ivan Kovačić, - Zlatko Kramarić, - Petar Kriste, - Drago Krpina, - Milivoj Kujundžić, - Ante Kutle, - Marko Kvesić, | - Anto Lovrić, - Mira Ljubić-Lorger, - Mirko Mađor, - Marcel Majsec, - Elio Martinčić, - Zdenko Matešić, - Nediljko Matić, - Ivan Matija, - Joso Medved, - Ivan Mesić, - Stjepan Mesić, - Adam Meštrović, - Slavko Meštrović, - Ivan Milas, - Marin Mileta, - Milanka Opačić, - Josip Pankretić, - Dobroslav Paraga, - Branimir Pasecky, - Ivić Pašalić, - Jurica Pavelić, - Stanislav Pavić, - Darko Pavlak, - Vlatko Pavletić, - Veselin Pejnović, - Đuro Perica, - Božidar Petrač, - Miloš Petrović, - Vera Pivčević-Stanić, - Davorin Pocrnić, - Niko Popović, - Ante Prkačin, - Vice Profaca, - Ivan Rabuzin, | - Ivica Račan, - Furio Radin, - Jozo Radoš, - Martin Sagner, - Vedran Sršen, - Njegovan Starek, - Milan Stojanović, - Kazimir Sviben, - Boris Šegota, - Milovan Šibl, - Ante Šimara, - Ivo Škrabalo, - Tomislav Šutalo, - Mirko Tankosić, - Boris Tepšić, - Velimir Terzić, - Branko Tinodi, - Ivan Tolj, - Nedeljko Tomić, - Jozo Topić, - Miko Tripalo, - Gordana Turić, - Mladen Vedriš, - Mladen Vilfan, - Antun Vrdoljak, - Ivan Vrkić, - Dario Vukić, - Vice Vukojević, - Josip Vusić, - Franjo Zenko, - Muhamed Zulić, - Ratko Žabčić, - Ante Žarkov. |